# Энергосберегающая лампа
Энергосберега́ющая ла́мпа —  электрическая лампа, светоотдача которой заметно выше, чем у обычной[какой?] лампы накаливания. В повседневной жизни под энергосберегающими лампами, как правило, подразумевают компактные люминесцентные лампы (КЛЛ) или компактные флуоресцентные лампы.  Помимо этих типов ламп, к энергосберегающим лампам также относятся индукционные лампы.

## Общая информация
Широкая замена обычных ламп накаливания на энергосберегающие (в силу большей экономичности последних) началась в 1990-х годах. А в ноябре 2009 года в России вступил в силу Федеральный закон Российской Федерации от 23 ноября 2009 г. № 261-ФЗ «Об энергосбережении и о повышении энергетической эффективности и о внесении изменений в отдельные законодательные акты Российской Федерации». Известно, что 19 процентов используемой в мире электроэнергии тратится на освещение. В рамках принятого закона, чтобы стимулировать процессы энергосбережения и повысить энергоэффективность проводимых мероприятий, в числе прочего, ввели ограничения на производство и продажу ламп накаливания. Их были призваны заменить энергосберегающие лампы. Подобные запреты были введены не только в России, но и в странах Евросоюза, США, а также на Кубе, в канадской провинции Онтарио. 
Преимуществами энергосберегающих ламп, по сравнению с лампами накаливания, являются: экономия электроэнергии, долгий срок эксплуатации, небольшая  теплоотдача,  высокая светоотдача и выбор нужного цвета светового потока. К недостаткам энергосберегающих ламп можно отнести достаточно большую стоимость. Помимо этого, недостатком некоторых типов таких ламп является то, что они могут  способствовать развитию различных нарушений здоровья людей.
Немаловажно, что замена обычных ламп на энергосберегающие не требует таких больших вложений, как реализация других  пунктов программы энергосбережения. Само понятие «энергосбережение» включает в себя осуществление «организационных, правовых, технических, технологических, экономических и иных мер, направленных на уменьшение объема используемых энергетических ресурсов при сохранении соответствующего полезного эффекта от их использования».

## Конструкция и характеристики
Часто энергосберегающими называют только компактные люминесцентные лампы, что некорректно в силу того, что энергосберегающие лампы могут иметь другую конструкцию (например, люминесцентные лампы линейного типа с пониженным содержанием ртути и меньшим диаметром трубки), или даже основываться на других физических принципах — таких, как  светодиодные лампы, обладающие перед люминесцентными рядом преимуществ: бо́льшая светоотдача, выше механическая прочность из-за отсутствия хрупкой стеклянной колбы и вольфрамовых нитей, долговечность и независимость от частых переключений, более естественный спектр при сопоставимой цене. Образ компактных люминесцентных ламп часто используется в рекламе, призывающей к экономии электроэнергии и энергосбережению, что способствует распространению этого заблуждения. Более современные светодиодные лампы значительно экономичнее компактных люминесцентных, но и дороже.
Характеристика, которая выгодно отличает энергосберегающие лампы от ламп накаливания, заключается в том, что энергосберегающие лампы могут иметь разную цветовую температуру, определяющую цвет лампы. Цветовые температуры энергосберегающих ламп: 2700 К — Мягкий белый свет, 4200 К — Дневной свет, 6400 К — Холодный белый свет (цветовая температура измеряется градусами по шкале Кельвина). Чем ниже цветовая температура, тем ближе цвет к красному, чем выше — тем ближе к синему. Таким образом, потребитель получает возможность обогатить цветовую гамму помещения.

## Опасность для жизни и последствия для здоровья

### Отравление парами ртути
Люминесцентные лампы содержат в своём составе в небольшом количестве пары ртути, в связи с чем их нельзя выбрасывать как обычный бытовой мусор, а требуется сдавать на утилизацию в специализированные организации.
Опасно не только острое отравление парами ртути, как правило, заканчивающееся смертью, но и долговременное хроническое отравление малыми дозами паров, вызывающее неврологические заболевания (меркуриализм, «ртутный тремор»), а также длительное воздействие сверхмалых доз (микромеркуриализм).

### Ультрафиолетовое излучение люминесцентных ламп
При работе люминесцентных ламп небольшое количество ультрафиолетового излучения выходит наружу лампы через стеклянную колбу, что может потенциально представлять опасность для людей с кожей, слишком чувствительной к этому излучению. Ультрафиолетовое излучение может вызывать появление кожных мутаций.
Наиболее опасным является воздействие УФ-излучения на роговицу и сетчатку глаза. Поэтому энергосберегающие лампы не рекомендуется располагать ближе 30 см от глаз (ночники, настольные лампы, освещение жилых помещений).

### Полосатый спектр люминесцентных и светодиодных ламп
Энергосберегающие лампы обладают выраженными пиками на отдельных участках спектра. На некоторых же участках излучение может отсутствовать (провал в области фиолетовых и синих лучей есть и у ламп накаливания).

### Стробоскопический эффект
Люминесцентная лампа в сети переменного тока частотой 50 Гц 100 раз в секунду изменяет интенсивность свечения. Светодиодные[какие?][значимость факта?] лампы при питании от сети переменного тока также могут светить, мерцая. Мерцание негативно влияет на зрение, может вызывать приступы эпилепсии и искажать картину движения предметов (создавая, например, иллюзию отсутствия вращения), что может привести к получению травм. Эффект можно легко обнаружить, быстро проведя взгляд мимо включённой лампы.